# Christliche Gewerkschaft Deutschlands
Die Christliche Gewerkschaft Deutschlands - CGD ist ein kleiner Zusammenschluss von Arbeitnehmern in Deutschland. Sie bezeichnet sich selbst als Gewerkschaft, erfüllt aber nach einer gegenüber jedermann bindenden Gerichtsentscheidung über ihre Tariffähigkeit nicht die rechtlichen Anforderungen an eine Gewerkschaft. Die CGD wurde am 9. Februar 1990 in Gera in der DDR als Christliche Gewerkschaft Deutschlands der DDR gegründet und erlangte ihre Rechtsfähigkeit nach dem Recht der DDR.
Obwohl die CGD nur über wenige Mitglieder verfügte, nahm sie Anfang 1998 Kontakt zum Arbeitgeberverband BHKH - Bundesverband des holz- und kunststoffverarbeitenden Handwerks auf. Zusammen mit dem Christlichen Gewerkschaftsbund CGB und dem DHV - Deutscher Handels- und Industrieangestellten-Verband schloss sie im Jahre 1998 einen Manteltarifvertrag für das Tischlerhandwerk ab.
Dabei wurde ausgenutzt, dass die DGB-Gewerkschaft GHK (Gewerkschaft Holz und Kunststoff) mit der IG Metall fusionierte. Dieser von CGD und DHV abgeschlossene Tarifvertrag sah massive Einkommenseinbußen gegenüber dem bisherigen GHK-Tarifvertrag vor.
Auf Antrag der IG Metall und der IG Bauen-Agrar-Umwelt stellte das Arbeitsgericht Gera im Jahr 2002 fest, dass die CGD keine Gewerkschaft im arbeitsrechtlichen Sinn ist, weil sie nicht die erforderliche Durchsetzungskraft gegenüber ihren sozialen Gegenspielern habe und vom organisatorischen
Aufbau her nicht in der Lage sei, die Aufgaben zu erfüllen, die an eine tariffähige Gewerkschaft gestellt würden. Der Beschluss des Arbeitsgerichts Gera ist rechtskräftig, nachdem die CGD am 7. Mai 2004 ihre Beschwerde wegen mangelnder Erfolgsaussichten zurückgenommen hat.